# Китайско-японские отношения
По официальному мнению Китайской Народной Республики, "Японская сторона должна правильно понимать историю и должным образом подходить к ней, не совершать более ничего, что могло бы задеть чувства народов Китая и других соответствующих азиатских стран".
Китайско-японские отношения (кит. трад. 中日關係, упр. 中日关系, пиньинь Zhōngrì guānxì, яп. 日中関係 Нитю: канкэй) представляют собой двухсторонние отношения между Китайской Народной Республикой (КНР) и Японией.
Географически Китай и Япония разделены Восточно-Китайским морем. На культуру Японии оказало значительное влияние китайское искусство, архитектура, религия, философия, право и письменность. После того как в середине XIX века западные страны принудили Японию открыть свои рынки, Япония начала процесс модернизации, известный как Реставрация Мэйдзи, при этом рассматривая Китай как устаревшую цивилизацию, неспособную противостоять западным захватчикам. Это восприятие было частично обусловлено последствиями Опиумных войн и Англо-французской экспедиции, происходивших с 1840-х по 1860-е годы.
Отношения между Китаем и Японией периодически становятся напряжёнными из-за отказа Японии признать свои военные преступления в отношении Китая, а также неуплаты репараций. Данная напряжённость проявляется в ревизионистских комментариях высокопоставленных японских чиновников и в учебниках истории, в которых пересматриваются события Нанкинской резни 1937 года. Однако отношения улучшились после того, как Синдзо Абэ стал премьер-министром Японии в сентябре 2006 года. В октябре того же года он встретился в Пекине с верховным лидером Китая Ху Цзиньтао, который охарактеризовал этот визит как «переломный момент» в холодных отношениях между странами. Тогдашний премьер Государственного совета КНР Вэнь Цзябао назвал встречу «окном надежды». В это время было проведено совместное китайско-японское историческое исследование, по результатам которого в 2010 году был опубликован доклад, переосмысляющий вопросы преступлений, совершённых японскими военными в Китае во время Второй мировой войны. Тем не менее, в начале 2010 года отношения вновь ухудшились после того, как Япония обвинила Китай в отказе предоставить запасы жизненно важных редкоземельных металлов.
Китай и Япония являются крупными экономиками мира и входят в пятёрку стран с наибольшим валовым внутренним продуктом (ВВП). В 2008 году товарооборот между Китаем и Японией составил 266,7 миллиарда долларов США. Рост на 12,7 % в 2007 году сделал Китай и Японию главными торговыми партнёрами, а в 2009 году Китай стал крупнейшим импортёром японских товаров.

## История отношений

### I—IV века. Первые упоминания о Японии в исторических записях Китая
Первые упоминания о Японском архипелаге были сделаны в китайских исторических текстах Хоу Ханьшу в 57 году, где отмечалось, что император Китая из династии Хань дал золотую печать стране На народа Ва (так в китайской историографии именуются древние японцы). Сама эта печать была обнаружена в Кюсю в XIX веке. С тех пор Япония неоднократно упоминалась в китайских исторических текстах: сначала в единичных случаях, но с усилением Японского государства в регионе, всё чаще и чаще.
Существует китайская традиция, в которой первый китайский император Цинь Шихуанди отправил несколько сотен человек в Японию для поиска эликсира бессмертия. В третьем столетии китайские путешественники сообщали, что жители Японии утверждают, что они потомки У Тайбо — вана государства У (располагалось на территории нынешних провинций КНР Цзянсу и Чжэцзян) во времена периода Сражающихся царств. Они записали примеры традиций У, включая выдёргивание зубов, татуирование, ношение детей на спине. Другие записи того времени говорят о том, что у японцев уже имелись такие обычаи, которые признаны сегодня. Это включает в себя хлопанье во время молитв, трапеза на деревянных тарелках и поедание сырой рыбы (также традиция Цзянсу и Чжэцзян). Традиции периода Кофун представляются в записях как древние глиняно-насыпные могилы.
Первой японской персоной, упомянутой династией Вэй в «Предании о людях ва», была Химико — женщина-шаман, правительница страны сотни государств, называемой Яматай. Современные историки-лингвисты утверждают, что Яматай в действительности произносился как Ямато.

### VII—X века. Введение китайской модели государственного управления в культуру Японии
Во времена династий Суй и Тан Япония отправляла большое количество своих учеников в ограниченное количество императорских посольств в Китае, для того, чтобы помочь заложить свой собственный фундамент как независимая нация в Северо-Восточной Азии. После падения корейского конфедеративного королевства Пэкче под натиском альянса династии Тан и государства Силла, с которым Япония имела тесные союзнические связи, Япония была вынуждена укрепить свои позиции в регионе, так как эта ситуация на Корейском полуострове препятствовала успешному развитию международных связей Японии.
Важными элементами, пришедшими из Китая через Пэкче в Японию, были учения буддизма, китайские традиции и культура, бюрократия, архитектура и городское планирование. Японское кимоно очень сильно похоже на одежду периода династии Тан, и многие учёные полагают, что японцы стали носить костюмы, подобно тому, как это делала императорская семья династии Тан, адаптируя при этом одежду в соответствии с японской культурой. Столица Японии Киото была спроектирована по правилам Фэн-шуй, как это было сделано в китайской столице. Во времена периода Хэйан буддизм стал главной религией наравне с синтоизмом.
В X веке китайская структура государственного управления подвергалась значительным изменениям.

### Первые упоминания о Китайско-японской битве
В 663 году произошла Битва при реке Пэккан — это первый в истории китайско-японских отношений вооружённый конфликт. Эта битва была между союзными силами китайской империи Тан и корейского государства Силла с одной стороны и войск коалиции японского государства Ямато и добровольцев бывшего корейского государства Пэкче с другой. Битва ознаменовала конец эпохи Трёх государств на Корейском полуострове и падение государства Пэкче.
В битве участвовало государство Силла — одно из трёх королевств Корейского полуострова, которое таким образом попыталось установить своё господство в регионе, находясь в коалиции с империей Тан, которое пыталось победить государство Когурё, конфликт с которым восходит к периоду династии Суй. В этот период Когурё — самое крупное среди трёх корейских королевств, было союзником Пэкче. Государство Ямато (Япония) поддержало Пэкче, отправив 30 000 своих солдат во главе с опытным генералом Абэ-но Хирафу, который руководил военной кампанией против айнов на востоке и севере Японии. Усилия Силла были направлены против Пэкче с целью его захвата. В результате в битве столкнулись империя Тан и Силла с одной стороны, и Пэкче и Ямато с другой.
Эта битва стала сокрушительным поражением для Ямато. Около 300 судов Ямато были уничтожены флотом союзных сил Силла и империи Тан. Следовательно, из-за поражения на море, Ямато не смогло оказать поддержку Пэкче, что вскоре привело к падению последнего в том же году.
После победы над Пэкче, Силла и империя Тан сконцентрировали свои силы против более сильного соперника — Когурё, который пал в 668 году. По большей части, Силла являлся соперником Пэкче, а также был враждебно настроен по отношению к Ямато, так как оно было братским государством Пэкче, и эта политика продолжалась (с перерывом примерно между 670 и 730 годами) после объединения Силла. Ямато оставалось изолированным некоторое время, что, впоследствии, заставило искать его более надёжный и безопасный путь, в обход враждебного Силла, для налаживания связей с материковой Азией.

### 1950-е годы
После провозглашения Китайской Народной Республики (КНР) в 1949 году, отношения с Японией перешли от враждебных и бесконтактных к тёплым и очень тесным во многих сферах деятельности. Хотя Япония проиграла войну и распустила свою армию, КНР по-прежнему рассматривала её как потенциальную угрозу из-за присутствия вооружённых сил США на территории Японии. Одной из причин беспокойства КНР в китайско-японских отношениях было возможная ремилитаризация Японии. С другой стороны, у Японии были свои опасения относительно растущей экономики и военной мощи КНР.
Советско-китайский договор о дружбе, союзе и взаимной помощи включал в себя условие, при котором стороны должны защищать друг друга от нападения со стороны Японии и её союзников. Несомненно, КНР беспокоил тот факт, что на территории Японии были расположены американские военные базы, которые были использованы в Корейской войне. В 1951 году был подписан Договор о взаимном сотрудничестве и гарантиях безопасности между США и Японией, который ещё больше осложнил отношения между Китаем и Японией. Япония ещё сильней ухудшила отношения с Китаем, после заключения мирного договора, установив дипломатические отношения с тайваньским правительством.
Япония, как и большинство западных стран, признала китайское правительство в Тайбэе единственным легитимным. Первоначально, ни одна из стран не позволяла себе политические разногласия и поддерживали друг с другом неофициальные связи, а в середине 1950-х годов между Китаем и Японией происходил обмен всевозрастающего количества культурных, рабочих и деловых делегаций.
Хотя всё это осложнило отношения между двумя странами, КНР поддерживала отношения с Японией через некоммерческие организации (НКО), преимущественно через Китайский народный институт иностранных дел (КНИИД). КНИИД принимал бы японских политиков всех партий, но японские левые партии были более заинтересованы в инициативах КНР. В 1952 году Китайская комиссия по продвижению международной торговли (КМПМТ) имела возможность получить торговый договор, подписанный членами японского парламента. Liao Chengzhi — заместитель директора Министерства иностранных дел Китайской Народной Республики, имел возможность подготовить много других соглашений, таких как: с Японским Красным Крестом «О репатриации японских военных преступников» (1954) и с Японо-китайской рыболовной ассоциацией «Рыболовный договор» (1955). Хотя в те времена отношения между двумя странами были преимущественно неофициальными, эти соглашения были необходимы для привнесений друг другу более объединённой среды.

## 1970-е — 2000-е годы. Японская помощь КНР
1972 год — переговоры о нормализации отношений между Японией и КНР. Мао Цзэдун отказался от репараций, позже Дэн Сяопин назвал это решение большой ошибкой. В 1978 году был подписан Китайско-японский договор о мире и дружбе. В октябре 1978 года Дэн Сяопин в ходе визита в Токио потребовал возмещения ущерба от бывшей державы-агрессора. Япония начала оказывать Китаю «официальную помощь развитию» в виде низкопроцентных займов и грантов на основе пятилетних планов помощи. Первый пакет охватывал 1979—1983 годы и составлял около 1,4 млрд долларов, вторая программа была рассчитана на 1984—1989 гг. с объёмом 2,1 млрд. В 1982 г. вспыхнул скандал по поводу предвзятого, неадекватного (с точки зрения Китая) изложения японо-китайской войны в японских школьных учебниках. Для того, чтобы потушить скандал премьер Дз. Судзуки был вынужден срочно посетить китайскую столицу, где пообещал изменить содержание учебников, а также выделить новую финансовую помощь для развития китайской инфраструктуры. В 1995 году после ядерного испытания КНР в районе озера Лобнор, Токио приостановил выплату грантов Китаю на сумму 92 млн долларов. Китайские испытания в 1996 году не повлекли каких-либо санкций. В 2000-е годов японские займы были почти полностью прекращены: например, за 2010 год КНР получила только 56 млн долларов. Всего за 1979—2008 годы японские правительства перевели в Пекин около 45 млрд долларов (включая 40,5 млрд в виде долгосрочных займов и 4,5 млрд в виде грантов). В среднем более 60 % иностранных студентов и стажеров, обучавшихся в Японии по линии технического сотрудничества за счет её правительства, составляла китайская молодежь.

### Современность
В 2012 году китайско-японские отношения обострились из-за спора об островах Сенкаку (китайское название — Дяоюйдао).
В сентябре 2023 года власти КНР после протеста Японии отказались от планов проводить разведку залежей природного газа вблизи этих спорных островов в Восточно-Китайском море.
В ноябре 2023 года министр экономики, торговли и промышленности Японии Нисимура Ясутоси заявил, что призвал Китай немедленно отменить приостановку импорта японских морепродуктов, а также обеспечить безопасность японских бизнесменов в Китае и попросил наладить надлежащее функционирование экспортного контроля за критически важными минералами, используемыми для производства полупроводников. Он сообщил, что обе стороны договорились провести переговоры на рабочем уровне по экспортному контролю для расширения двусторонней торговли и инвестиций.
27 ноября 2023 г. власти Японии серьёзно обеспокоены активизацией военной деятельности Китая, в том числе в рамках сотрудничества Пекина и Москвы. Об этом заявила японский министр иностранных дел Ёко Камикава на переговорах со своим китайским коллегой Ван И в южнокорейском городе Пусан. Японский министр также отметила важность мира и стабильности в Тайваньском проливе и призвала к скорейшему освобождению задержанных по подозрению в шпионаже японцев.
В связи с продолжительным ростом уровня недоверия между странами, премьер-министр Японии Сигэру Исиба и председатель КНР Си Цзиньпин, планируют провести встречу 15 ноября 2024 г. в рамках форума Азиатско-Тихоокеанского экономического сотрудничества в Перу. По предварительной информации, стороны намерены обсудить отношения между странами, а также ряд региональных и глобальных вопросов.

## В филателии
В 1978 году в КНР были выпущены две почтовые марки, посвященные подписанному тогда Китайско-японскому договору о мире и дружбе: на одной (Sc #1442) изображены японская и китайская девочки, обменивающиеся подарками, на другой (Sc #1443) — Великая китайская стена, Фудзияма и между ними — ставший лозунгом заголовок речи Чжоу Эньлая «Пусть народы Китая и Японии из поколения в поколение живут в дружбе» (кит. упр. 中日两国人民要世世代代友好下去), произнесенной 25 сентября 1972 года; на обеих марках также текст «Подписание китайско-японского договора о мире и дружбе» (кит. упр. 中日和平友好条约签订).